# Mauronto de Douai
Maurontius de Douai (f. c.700) fue un noble,abad y diácono benedictino de Marchiennes, que fue discípulo de San Amado.

## Biografía
Mauronto nació en Flandes en el 634 en el seno de una familia noble. Hijo de Adalbaldo y Gertrudis.
Sus hermanas Clotsinda, Adalsinda y Eusebia también son santas. Fue bautizado por San Riquiero y estuvo en la corte del rey Clodoveo II y Santa Batilda, donde llegó a ocupar cargos de importancia. 
Tras la muerte de su padre, le sucedió en el cargo de señor de Douai (Tournai) y otros estados casi deshabitados e incluso empezó a hacer los preparativos para su matrimonio. Pero, un día, escuchó el discurso del obispo San Amado sobre los peligros del mundo. Mauronto ingresó inmediatamente en el monasterio benedictino de Marchiennes, que había sido fundado por su propia madre. En poco tiempo fue nombrado diácono (aparentemente no fue ordenado sacerdote) y prior de la abadía Hamage.
El santo construyó en sus tierras de Merville de la diócesis de Thérouanne la abadía de Breuil, de la que fue primer abad. Cuando el rey Teoderico III desterró de Sens a san Amado y le mandó retirarse a Breuil, Mauronto, que tenía en alta estima a san Amado, le cedió el puesto de superior y le prestó obediencia hasta su muerte, ocurrida el año 690. Entonces Mauronto reasumió las funciones abaciales. Santa Rictrudis, en su lecho de muerte, confió al santo la supervisión del doble monasterio de Marchiennes, del que era abad santa Clotsinda, hermana de san Mauronto. El santo se hallaba en Marchiennes cuando le sobrevino una enfermedad que lo llevó al sepulcro.